# Sławomir Rawicz
Sławomir Rawicz (polskt uttal: [swavɔmir ravit͡ʂ]), född 1 september 1915 i Warszawa, Polen, död 5 april 2004 i Nottingham, England, var en polsk armélöjtnant som fängslades av NKVD efter den tysk-sovjetiska invasionen av Polen. I en spökskriven bok, The Long Walk, hävdade han att han och sex andra år 1941 hade rymt från ett Gulagläger i Sibirien och börjat en lång resa söderut till fots (ca 6500 km). De färdades genom Gobiöknen, Tibet och Himalaya för att slutligen nå Indien under vintern 1942. 
En rapport, utgiven av BBC 2006, baserad på tidigare sovjetiska arkiv, inklusive uttalanden skrivna av Rawicz själv, visar att Rawicz 1942 hade släppts som en del av en allmän amnesti för polacker i Sovjetunionen och därefter transporteras över Kaspiska havet till ett flyktingläger i Iran, och att hans flykt till Indien aldrig inträffat. 

## Biografi
Rawicz var son till en markägare och fick privat skolgång och fortsatte därefter att studera arkitektur 1932. År 1937 gick han med i den polska arméns reserv och genomgick kadettskolan.
Enligt hans egen berättelse återvände han hem, där NKVD arresterade honom den 19 november 1939 efter att Nazityskland och Sovjetunionen hade besegrat Polen. Han fördes till Minsk, skickades sedan till Kharkov för förhör och sedan till Lubjankafängelset i Moskva, där han fick en riggad rättegång. Han dömdes till 25 års straffarbete i ett sibirisk fångläger, skenbart för spionage liksom tusentals andra. Efterforskningar 2006 för BBC:s radioprogram, The Long Walk, avslöjade dokument som visar att anklagelserna mot Rawicz kan ha gällt att han dödat en rysk NKVD-officer, i försvaret av sitt land. 
Efter kriget bosatte Rawicz sig i Sandiacre, Nottingham, England, och arbetade vid Nottingham Design Centre. I början av 1970-talet blev han teknisk expert vid en Arkitekturkeramisk kurs på Nottingham Trent University School of Art and Design. En hjärtinfarkt tvingade honom dock till förtidspension 1975. Han levde sedan ett stillsamt liv med sin familj, gav intervjuer och svarade på beundrarpost fram till sin död 2004.

## The Long Walk
The Long Walk var spökskriven av Ronald Downing baserat på samtal med Rawicz. Boken gavs ut i Storbritannien 1956 och har sålt över en halv miljon exemplar världen över och har översatts till 25 språk. The Readers Book Club-upplagan (1958), och en komprimerad version (red. S. H. Burton) utgiven av Longmans and Green i deras litteraturserie för skolor (1960), hjälpte till att popularisera boken.
Sovjetiska register bekräftar att Rawicz var en polsk soldat fängslad i Sovjetunionen, men skiljer sig från The Long Walk i detaljer om skälen till gripandet och platsen för fängelset. Polska arméns register visar att Rawicz lämnade Sovjetunionen direkt för Iran 1942, vilket strider mot bokens handling. Historien om flykten till Indien kommer från Rawicz själv.
Filmen The Way Back (släppt i slutet av 2010), regisserad av Peter Weir, är inspirerad av bokens berättelse.
Under årens lopp har kritik av bokens noggrannhet framförts av bland andra Peter Fleming (Ian Flemings bror), Eric Shipton, och Hugh E. Richardson, en brittisk diplomat stationerad i Lhasa. 
Olika människor har forskat kring sanningshalten i berättelsen. Som exempel kan nämnas:
- Witold Glinski, en polsk överlevande från andra världskriget, hävdade att han var den person som gjorde "den långa promenaden". Readers Digest publicerade hans berättelse 2009. [5] [6]
- Leszek Gliniecki, en annan polsk överlevande, påstår sig ha flera dokument som visar att Glinski inte kunde ha varit där.
- Linda Willis arbetade under ett decennium med forskning på de flesta delar av berättelsen, utan att nå en definitiv slutsats, men klarade upp några detaljer. [7]

Leszek Gliniecki har kopior av officiella dokument som säger att Witold Glinski föddes 22 november 1926 och sändes i påtvingad exil till ett särskilt uppsamlingsläger i Archangelsk Oblast (provins) i Ryssland, och stannade där från 24 februari 1940 till 2 september 1941. Detta bekräftas av den internationella organisationen "Memorial", polska institutet för nationell hågkomst och Archangelsk provinsarkiv. Denna information motsäger att Witold Glinski kunnat delta i The Long Walk.